# Valle Salimbene
Valle Salimbene – miejscowość i gmina we Włoszech, w regionie Lombardia, w prowincji Pawia.
Według danych na rok 2004 gminę zamieszkiwało 1350 osób, 192,9 os./km².